# Corps Hubertia München
Das Corps Hubertia München ist eine Studentenverbindung im Münchner Senioren-Convent. Das Corps ist Mitglied des Münchner Senioren-Convents sowie des Kösener Senioren-Convents-Verbands (KSCV) und steht zu Mensur und Couleur. Von den Münchner Huberten werden fünf Pflichtpartien abverlangt. Das Corps vereint Studenten und Alumni der Ludwig-Maximilians-Universität, der Technischen Universität München, der Fachhochschule München und der Universität der Bundeswehr München. Der Name leitet sich vom Heiligen Hubertus ab.

## Couleur und Wahlspruch

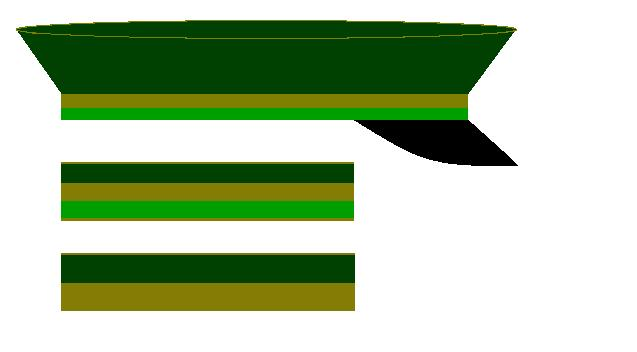
Couleur des Corps Hubertia München, grüne Studentenmütze, Corpsburschenband in tannengrün-gold-lindgrün, Fuchsenband in tannengrün-gold

Hubertia hat die Farben „grün-gold-grün“, wobei der erste Farbstreifen als tannengrün (dunkelgrün), der dritte Farbstreifen als lindengrün (hellgrün) bezeichnet wird. Das Couleurband hat eine goldene Perkussion. Dazu wird eine dunkelgrüne Tellermütze getragen. Die Hubertenfüchse tragen ein Fuchsenband in „tannengrün-gold“.
Der Wahlspruch lautet Nectit amicus amor! (deutsch: „Freundschaft verbindet!“), der Waffenspruch Ensis sit noster vindex! (deutsch: „Das Schwert sei unser Rächer!“). Der Zirkel des Corps Hubertia enthält die Buchstaben H.F.C.V. Sie stehen für den Spruch Hubertiae fratrum circulus vivat! (deutsch: „Es lebe der Kreis der Brüder Hubertia!“).
Das Wappen des Corps Hubertia München enthält einen gevierten Schild mit goldenem Rand. Der obere Teil zeigt in der Draufsicht rechts im Goldstreifen die Corpsfarben mit den Buchstaben N.A.A., den Anfangsbuchstaben des Wahlspruches. Auf der linken Seite sind zwei gekreuzte Schläger mit den Buchstaben E.S.N.V., den Anfangsbuchstaben des Waffenspruches, zu sehen. Der untere Teil zeigt rechts den goldenen Kopf des Hubertushirsches im grünen Feld, links im goldenen Feld den Zirkel, umschlossen von einer sich in den Schwanz beißenden Schlange (Ouroboros) als Zeichen der Ewigkeit.

## Geschichte

### Gründungszeit bis 1910
Nach der Wiedergründung der erstmals 1807 gegründeten und 1832 geschlossenen Forstlichen Lehrstätte in Aschaffenburg am 19. April 1844 war es nicht zu erwarten, dass die Studenten von der damals allgemeinen Erscheinung, Vereine zu bilden, frei bleiben würden. Durch die strengen Vorschriften der Polizei und Akademiebehörde gegen die Verbindungen wurde der Reiz gerade noch gesteigert.
Bereits am 14. November 1844 wurde das Corps Hubertia von den Herren Huber, Link, Pfretzschner, von Reder, Regnier, Sator, Schmidtlein und Stramer in Aschaffenburg (Café Schlink) gestiftet. Die Mehrzahl der Stifter stammte aus Franken. Erst in der Folgezeit entwickelte sich eine Verteilung des Zugangs nach gewissen Stammesherkünften. Außer der Pfalz, waren Oberbayern und Unterfranken Einzugsgebiete des Corps. Am Gründungstag konnten bereits die ersten vier Füchse, damals Renoncen, aufgenommen werden. Ihre Namen waren v. Ebner, Kelber, v. Kraft und Will, der Dichter des Bundesliedes. Der erste Festcommers wurde kurz vor Neujahr 1845 in der Uzuberei (heute Wohnhaus Lindenallee 10) abgehalten.

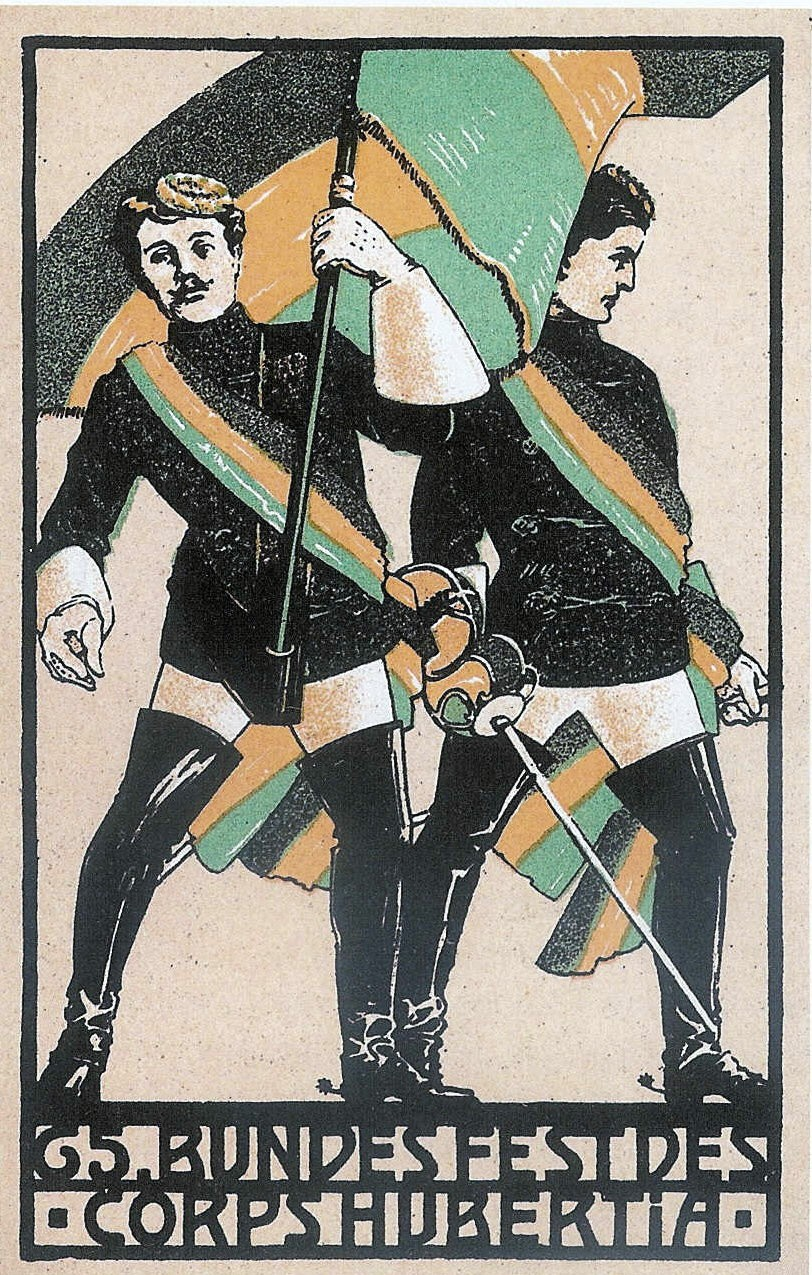
Einladungskarte zum 65. Bundesfest 1909 in Aschaffenburg

Die Beziehung der drei Aschaffenburger Bünder war anfangs von recht wechselnder Art. Meist bildeten zwei einen SC und feindeten den Dritten an. Am 29. Juni 1856 bildeten Hubertia, Arminia und Hercynia den Aschaffenburger Senioren-Convent. 1904 ließ die Hubertia von dem Aschaffenburger Bildhauer Karl Kratz im Altstadtfriedhof aus rotem Sandstein ein Jugendstil-Grabmal mit seitlich angeordnetem Sessel errichten. Die monumentale Anlage ist Teil des Ensembles Altstadtfriedhof und damit als Baudenkmal gelistet. 1910 wurde die Forstliche Hochschule von Aschaffenburg nach München verlegt. Aus diesem Anlass hat der Aschaffenburger Stadtmagistrat am 31. Juli 1910 zu Ehren der damaligen und der früheren Angehörigen der Forsthochschule ein Gartenfest auf der Kippenburg veranstaltet. Auch das Corps Hubertia siedelte im Jahr 1910 nach München um. Bereits am 4. November 1910 wurde das Corps in den Münchner SC aufgenommen.

### Zeit der zwei Weltkriege
1921 wurde mit Corps Hubertia Freiburg ein offizielles Vorstellungsverhältnis gegründet. Doch war dieses für beide Teile nicht recht fruchtbar, da es oft sehr schwer war, einen offiziellen Vertreter für ein Semester nach Freiburg zu entsenden. So wurde das Verhältnis 1928 in beiderseitigem Einverständnis wieder gelöst.
Nach der Machtergreifung der Nationalsozialisten 1933 war die Aufrechterhaltung eines geregelten Aktivenbetriebs nur unter erschwerten Bedingungen möglich. Eine zwangsweise Auflösung der Corps war zu erwarten. Im aoBC am 16. Februar 1936 wurde daher unter dem Druck der Verhältnisse das Corps als aufgelöst erklärt, bestand jedoch pro forma weiter. Ende 1937 wurde die Kameradschaft „Heinrich der Löwe“ gegründet, die Unterkunft auf dem Hubertenhaus fand und der viele der Münchner Huberten beitraten. Daneben bestand der Verein Alter Huberten weiter. Die vormaligen Aktiven wurden als Altkameraden aufgenommen.

### Nachkriegszeit
Nach dem Ende des Zweiten Weltkrieges wurde der Verein Alter Huberten neu gegründet. Das 105. Stiftungsfest zwischen dem 15. und 18. Juli 1949 umfasste bereits wieder den traditionellen Rahmen. Doch war ein Neuanfang in der nach dem Zweiten Weltkrieg noch schwierig, wenn man bedenkt, dass der jüngste Alte Herr 35 und die Füchse durchschnittlich 30 Jahre alt waren. 1952 wurde mit dem Bund Alter Tharandter Hercynen ein Freundschaftsverhältnis abgeschlossen und man zog im Jahr 1955 in das neu erbaute Corpshaus in der Hohenstaufenstraße 13. Beim Stiftungsfest im Jahre 1956 wurde 51 Mitgliedern der befreundeten Hercynia Tharandt das Band verliehen. 1962 erhielten es 14 Mitglieder der suspendierten Suevia Prag. Seit 1975 besteht wieder ein offizielles Vorstellungsverhältnis mit dem Corps Hubertia Freiburg, welches 2018 zu einem Freundschaftsverhältnis erklärt wurde.

## Korporationshäuser
Seit 1910 war das Corps Hubertia in München ansässig (Frauenplatz, 1. Stock des Cafés Dall'Armi). Nach dreijähriger Miete des Corpshauses in der Herzog-Rudolph-Straße 7, konnte der Kauf dieses Hauses nach finanziellen Schwierigkeiten im Jahr 1921 möglich gemacht werden. Von 1937 bis zum Ende des Zweiten Weltkrieges wurde das Haus von der Kameradschaft „Heinrich der Löwe“ genutzt.
Aufgrund der starken Zerstörung des Corpshauses im Zweiten Weltkrieg und wegen verkehrsplanerischer Neugestaltung des Viertels wurde ein neues Haus mit großem Garten in Schwabing, in der Hohenstaufenstraße 13 erbaut, welches das Corps im Jahre 1955 bezog und das bis heute den Mittelpunkt des Corpslebens darstellt.

2017 wurde ein Studentenwohnheim hinter dem Corpshausgarten mit neun Studentenzimmern errichtet; die Zimmer tragen die Namen der Gründerväter Hubertias.

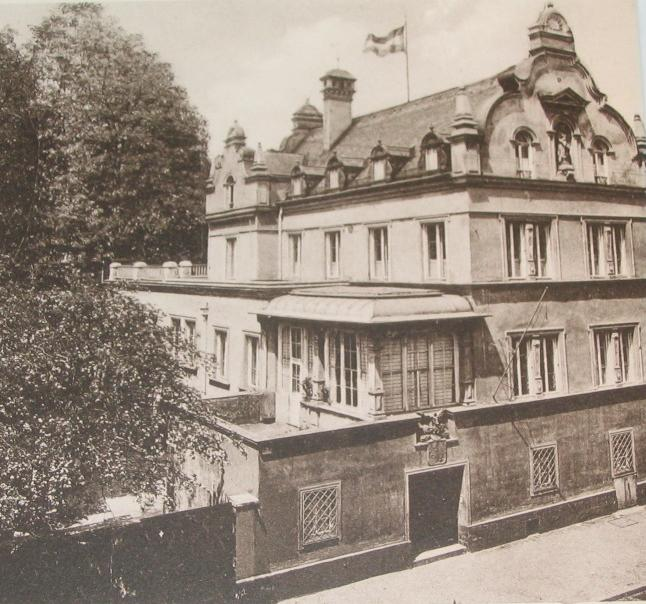
Obere Ansicht des alten Corpshauses
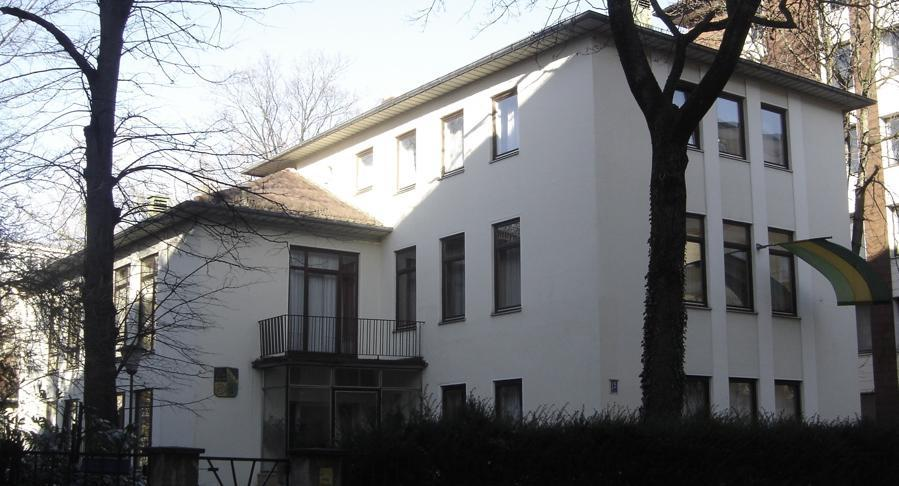
Hohenstaufenstraße 13 in München-Schwabing

## Corps Hercynia Tharandt

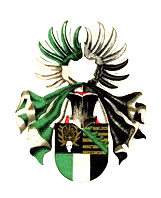
Wappen der Hercynia Tharandt

Das Corps Hercynia wurde am 9. Mai 1932 von den Mitgliedern der an jenem Tag suspendierten Corps Hubertia Tharandt und Saxonia Tharandt gestiftet. Die Farben waren tannengrün-weiß-schwarz mit silberner Perkussion. Die Fuchsen trugen ein weiß-tannengrün-weißes Band mit ebensolcher Perkussion. Die Studentenmütze war tannengrün. Der Wahlspruch war „Einigkeit macht stark!“. Der Wappenspruch war „Keiner taste je ans Schwert, der nicht edel ist und bieder!“ Hercynia wurde am selben Tag in den Senioren-Convent recipiert. Die Fusion zwischen den beiden Tharandter SC-Corps erfolgte heimlich hinter dem Rücken des ältesten Tharandter SC-Corps Silvania. Erst am 28. April 1932 erfuhr sie über ihr Ehrenmitglied Kurt Heinze von der beabsichtigten Fusion. Zu dem Sachverhalt hielt Silvania einen außerordentlichen Convent ab. Sie erklärte sich dazu bereit, ihre Entscheidung von der des Dachverbandes, des Kösener SC-Verbandes, abhängig zu machen und sich dieser unterzuordnen. Die halboffiziell an Silvania herangetragene Möglichkeit, ebenfalls in das durch die Fusion neu entstandene Corps Hercynia einzutreten, wurde sowohl von der Altherrenschaft (Heinze) als auch von den Aktiven unter der Führung von Eberhard von Breitenbuch kategorisch abgelehnt. Die Alten Herren Saxonias und Hubertias wurden ebenfalls am selben Tag aufgenommen. Nach der Auflösung des Hohen Kösener Senioren-Convents-Verbandes am 28. September 1935 musste sich das Corps Hercynia am 15. Oktober 1935 unter nationalsozialistischem Druck zwangsauflösen. Hercynia betreute seit 1938 mit dem Corps Silvania Tharandt und der Tischgesellschaft auf dem Burgkeller die Kameradschaft mit dem endgültigen Namen „Hermann Löns“. Von 1922 bis 1943 gab das Corps die Hercynen-Blätter heraus. Der Altherrenverein wurde am 7. November 1949 reaktiviert. 1950 wurde ein Freundschaftsverhältnis mit dem Corps Saxonia Hannover-Münden geschlossen. Zwei Jahre darauf wurde ein Freundschaftsverhältnis mit dem Corps Hubertia München geschlossen. Bei dem Traditionstreffen in Laasphe im August 1955 wurde die Fusion mit Hubertia diskutiert. Am 2. Juni 1956 wurde die Auflösung des Traditionsbundes AHC Hercynia in Würzburg endgültig beschlossen. Beim 112. Stiftungsfest der Hubertia München 1956 wurde 61 Tharandter Hercynen das Münchener Hubertenband verliehen. Der Altherrenverband der Hercynia Tharandt wurde offiziell am 21. Juli 1956 aufgelöst. In der Deutschen Demokratischen Republik war an eine Rekonstitution nicht zu denken. Die Verlegung an eine Forsthochschule in Westdeutschland war aussichtslos. Wie das befreundete Pépinière-Corps Saxonia an der Königlich Preußischen Forstakademie Hannoversch Münden war Hercynia zu jung und im Mitgliederbestand zu alt, um die Zeit des Nationalsozialismus und die Deutsche Teilung zu überstehen.

## Neutralität und Demokratie
Das Corps Hubertia hat keine weltanschauliche oder politische Ausrichtung. Es enthält sich jeder Beeinflussung der religiösen oder politischen Einstellung seiner Mitglieder. Darin unterscheiden sich die Corps von anderen Studentenverbindungen wie z. B. katholischen Verbindungen oder Burschenschaften. Das Corps bekennt sich zur freiheitlich-demokratischen Ordnung. Es erwartet von seinen Mitgliedern, dass sie sich für die Wahrung der demokratischen Rechte einsetzen. Extremismus in jeglicher Hinsicht lehnt es ab.

## Besonderheiten

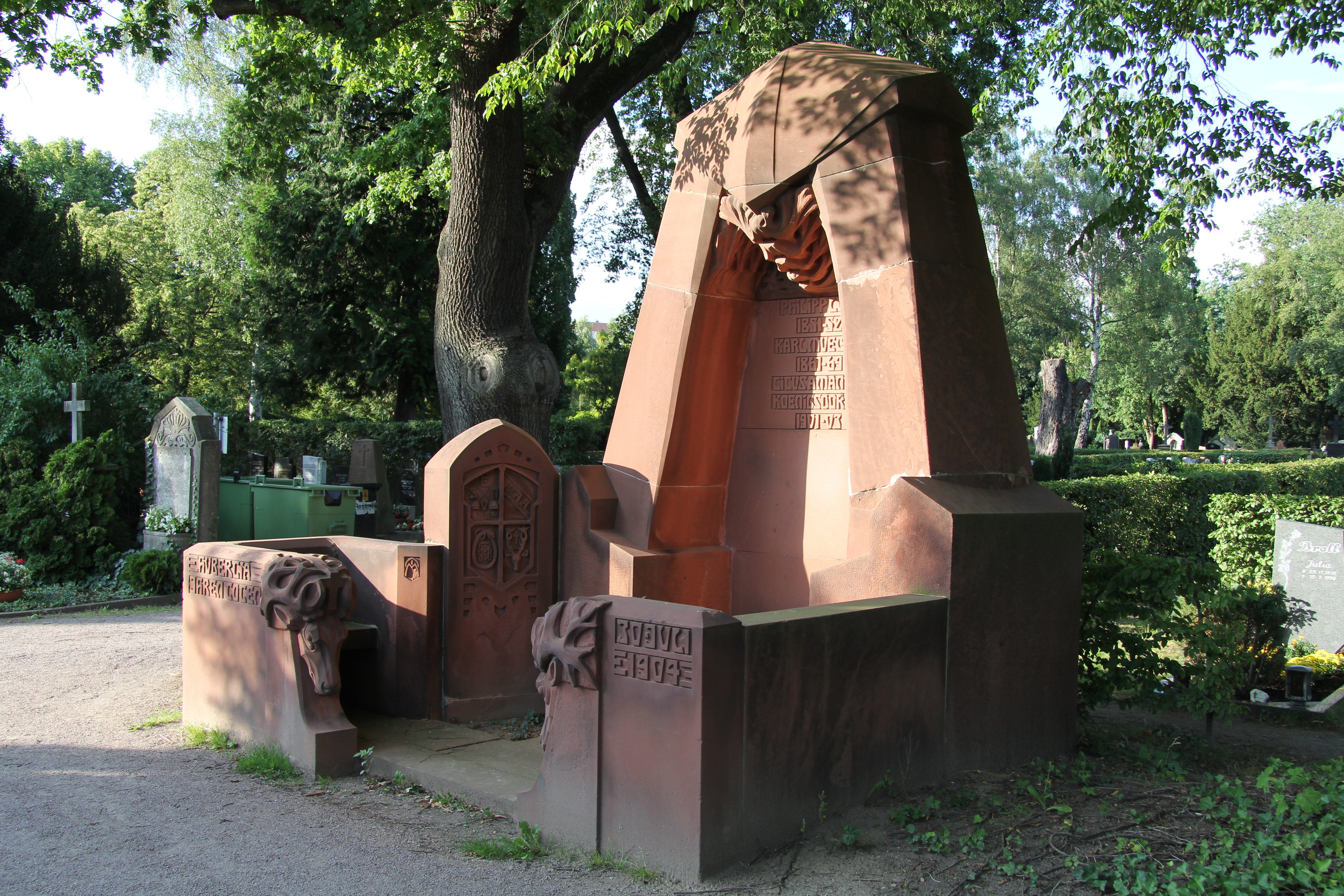
Grabmal des Corps auf dem Aschaffenburger Altstadtfriedhof

Das Corps Hubertia errichtete für seine Corpsbrüder 1904 ein gemeinschaftliches Grabmal mit Gruft im Jugendstil auf dem Altstadtfriedhof Aschaffenburg, das heute unter Denkmalschutz steht. Das Grabmal wurde im Jahre 2011 wiederhergestellt, die Inschriften wieder sichtbar gemacht, eine in die Gruft gestürzte Bodenplatte wieder gehoben und zusammengesetzt.
Das Corps veranstaltet in jedem Sommersemester einen Waldpauktag, an dem befreundete Münchner Corps teilnehmen und viele aktive Huberten gern die letzte der 5 Mensuren fechten. Jedes Wintersemester findet zudem die traditionelle Dreierkneipe mit Corps Cisaria München und Corps Makaria München statt. Diese Dreierkneipe entstand aufgrund von traditionell gefochtenen Pro Patria Suiten.
Eine besondere Altherrenveranstaltung ist das Schlachtfest nach Pfälzer Art im März, 14 Tage vor Ostern, an dem auch Alte Herren verschiedenster Corps aus Deutschland und Österreich teilnehmen.
Obwohl das Corps Hubertia seinen Hochschulort wechselte, durfte es sein ursprüngliches Stiftungsdatum nach dem Umzug nach München behalten. Es ist somit ein relativ spät in den Münchner Senioren-Convent recipiertes Corps, das dennoch in der Gründungsreihenfolge der Münchner Corps weit oben steht.
Als weitere Besonderheit in München gilt die Tatsache, dass die Chargenbezeichnungen im Gegensatz zu den meisten Kösener Corps in München umgekehrt sind. So wird der Senior mit dem Kürzel x und der Sekretär mit dem Kürzel xxx ausgedrückt. Neben dem Corps Hubertia verwenden auch die anderen Aschaffenburger Corps Arminia und das in jenes aufgegangenes Corps Hercynia München diese Notation. Des Weiteren hält das erst später in den KSCV recipierte Corps Rheno-Palatia an diesen umgekehrten Chargenbezeichnungen fest.

## Verhältnisse (befreundete Corps)
- Corps Hubertia Freiburg: befreundetes Verhältnis 2018 (offizielles Vorstellungsverhältnis seit 1975)
- Corps Hercynia Tharandt: befreundetes Verhältnis 1952, aufgegangen im Corps Hubertia München 1956

## Mitglieder
Nach Geburtsjahr geordnet
- Heinrich von Reder (1824–1909), Oberst und Dichter, Mitbegründer des Corps
- Friedrich Karl August Zinn (1825–1897), Mediziner, MdR
- Leopold Dippel (1827–1914), Botaniker, Hochschullehrer an der TH Darmstadt
- Ludwig Thoma (1867–1921), Schriftsteller
- Ernst Münch (Forstwissenschaftler) (1876–1946)
- Karl Vanselow (Forstwissenschaftler) (1879–1969)
- Alfred Hoepffner (1880–1970), Förster und Ministerialbeamter
- Peter-Paul Kranz (1884–1957), Zahnmediziner und Hochschullehrer in München
- Hermann Weinkauff (1894–1981), erster Präsident des Bundesgerichtshofs
- Wilhelm Mantel (1904–1983), Wissenschaftler für Waldbewertung
- Kurt Mantel (1905–1982), Forstwissenschaftler
- Adalbert Mayer-Heinricy (* 1934), Biophysiker
- Rupprecht Bernbeck (1916–2003), Sanitätsoffizier, Orthopäde
- Peter Sand (* 1936), Umweltrechtler
- Otto Opitz (* 1939), Wirtschaftsmathematiker in Augsburg